# Convento de la Magdalena (Masamagrell)
El convento de la Magdalena, o convento de Capuchinos de la Magdalena, o iglesia parroquial de Nuestra Señora del Rosarior en Masamagrell, de la comarca Huerta Norte en la Comunidad Valenciana. Es un Bien de Relevancia Local con número de código 46.13.164-001.
Fundado por los Padres Capuchinos en el año 1596. En el año 1665 el pintor Jerónimo Jacinto Espinosa pintó su cuadro más importante para el convento de Capuchinos, la última comunión de la Magdalena, obra que se encuentra en el Museo de Bellas Artes de Valencia.